# Kailash Satyarthi
Kailash Satyarthi (n. 11 ianuarie 1954) este un activist indian pentru drepturile copiilor. În 2014 i-a fost decernat Premiul Nobel pentru Pace, împărțind laurii cu activista pakistaneză Malala Yousafzai. Satyarthi luptă împotriva exploatării copiilor din anii '90.